# Terry Plumeri
Don Terryl „Terry“ Plumeri (* 28. November 1944 in Greensboro, North Carolina; † 31. März 2016 in Dunnellon, Florida) war ein US-amerikanischer Jazz- und Fusion-Musiker (Kontrabass, E-Bass) und Filmkomponist.

## Leben und Wirken
Plumeri spielte Ende der 1960er-Jahre während seines Militärdienstes in einer Armyband, mit der erste Plattenaufnahmen entstanden. Anfang der 1970er-Jahre leitete er ein eigenes Trio, mit dem er sein Debütalbum He Who Lives in Many Places vorlegte; als Gastmusiker wirkten Herbie Hancock, John Abercrombie und Eric Gravatt mit. In diesem Jahrzehnt arbeitete er außerdem mit dem Trompeter Allen Houser (No Samba, 1973). Plumeris zweites Album Ongoing folgte 1978; an den Aufnahmen waren neben Abercrombie auch Ralph Towner beteiligt. In späteren Jahren betätigte er sich vorwiegend als Filmkomponist, unter anderem für die Hollywood-Produktionen Blood Line (1990), Angel in Red – Blutspur auf dem Sunset Strip (1991), Soldier Boyz (1995) oder Blackmail – Blutige Abrechnung (1996). 1993 erhielt er für seine Arbeit an dem Thriller One False Move des Regisseurs Carl Franklin gemeinsam mit Peter Haycock und Derek Holt (Climax Blues Band) eine Nominierung für den Independent Spirit Award. Im Bereich des Jazz war er zwischen 1968 und 2007 an elf Aufnahmesessions beteiligt. Plumeri wurde am 1. April 2016 ermordet in seinem Haus aufgefunden. Die Ermittler gehen davon aus, dass er am Tag zuvor von einem Einbrecher getötet wurde.

## Filmografie (Auswahl)
- 1988: Red Eagle (Black Eagle)
- 1990: Blood Line (The Tie That Binds)
- 1991: Angel in Red – Blutspur auf dem Sunset Strip (Uncaged)
- 1991: Manchmal kommen sie wieder (Sometimes They Come Back)
- 1991: Crackdown – Tödlicher Auftrag (To Die Standing)
- 1992: One False Move
- 1993: White Wolves – Verloren in der Wildnis (White Wolves: A Cry in the Wild II)
- 1994: Der Sunset-Killer 4 (Relentless IV: Ashes to Ashes)
- 1994: Death Wish V – Antlitz des Todes (Death Wish V: The Face of Death)
- 1995: Soldier Boyz
- 1996: Blackmail – Blutige Abrechnung (Blood Money)
- 1998: Ambushed – Dunkle Rituale (Ambushed)
- 1998: Storm Trooper
- 1999: Enemy of My Enemy (Diplomatic Siege)
- 2001: Route 666
- 2002: Buddha Heads
- 2003: Nate und der Colonel (Nate and the Colonel)
- 2009: Love Takes Wing (Fernsehfilm)